# Афанасьевка (Актанышский район)
Афанасьевка — упразднённая в 1968 году деревня в Актанышском районе Республики Татарстан Российской Федерации.

## География
Находился в 2 км к юго-западу от деревни Верхние Бугады и в 28 км от пристани Азякуль.

## История
В справочных изданиях после 1966 г. не упоминается. Исчезла в 1968 году.

### Административно-территориальная принадлежность
С 1930 г. в составе Суранчаковского сельсовета Мензелинского района, с 1956 г. — Старо-Бугадинского сельсовета Актанышского района, с 1963 — Старо-Бугадинского сельсовета Мензелинского района, с 1966 — Старо-Бугадинского сельсовета Актанышского района.

## Население
193 человека (1930 г., русские), 74 человека (1939 г., русские), 96 человек (1956 г., русские), 85 человек (1963 г., русские).

## Инфраструктура
Личное подсобное хозяйство с зоной сельскохозяйственного использования, индивидуальная застройка усадебного типа.
Основа экономики — сельское хозяйство. В деревне существовал колхоз «Красный пахарь», свиноферма.
Была начальная школа. Электричества не было. Только проводное радио.

## Транспорт
Просёлочные дороги.

## Источник
- https://tatarica.org/ru/razdely/ischeznuvshie-naselennye-punkty/afanasevka Онлайн — энциклопедия Tatarica